# Hypocaccus fraternus
Hypocaccus fraternus är en skalbaggsart som först beskrevs av Thomas Say 1825. Hypocaccus fraternus ingår i släktet Hypocaccus, och familjen stumpbaggar. Inga underarter finns listade i Catalogue of Life.